# Ōsaki (Miyagi)
Pour les articles homonymes, voir Ōsaki.
Ōsaki (大崎市, Ōsaki-shi) est une ville située dans la préfecture de Miyagi, au Japon.

## Géographie

### Situation
Ōsaki se trouve dans le nord de la préfecture de Miyagi, dans le nord de la plaine de Sendai.

### Démographie
Lors du recensement national de 2010, la population d'Ōsaki était de 135 230 habitants répartis sur une superficie de 796,81 km2. Elle était de 126 083 habitants en août 2022.

## Histoire
La ville d'Ōsaki a été fondée le 31 mars 2006 par la fusion de la ville de Furukawa ainsi que des bourgs d'Iwadeyama, Naruko, Kashimadai, Matsuyama, Sanbongi et Tajiri (district de Tōda).
Le district d'Iwadeyama est surnomme « la petite Kyōto de Mutsu  », ou encore « la petite Kyōto de Date » pour ses points communs avec l'ancienne capitale du Japon.  

## Culture locale et patrimoine
- Yūbikan

## Transports
Ōsaki est desservie par les routes nationales 4, 47, 108, 346, 347 et 457.
Ōsaki est desservie par la ligne Shinkansen Tōhoku à la gare de Furukawa. La ville est également desservie par les lignes classiques Tōhoku et Rikuu Est.

## Symboles municipaux
Les symboles de la ville d'Ōsaki sont le ginkgo biloba et l'iris.

## Jumelage
Ōsaki est jumelée avec :
- Middletown (États-Unis),
- Dublin (États-Unis),
- District de Jinshui (Chine).